# Männerturnverein Stuttgart 1843 (voleibol feminino)
O voleibol feminino do Männerturnverein Stuttgart 1843 é um clube de voleibol feminino alemão fundado em 2007

## História
Após a fusão do VC Stuttgart e dos clubes MTV Stuttgart e TSV Georgii Allianz Stuttgart, resultou em 2007 no Allianz MTV Stuttgart, utilizando as alcunhas:VC Stuttgart, TSV Georgii Allianz Stuttgart, Smart Allianz Stuttgart, MTV Stuttgart e Allianz Volley Stuttgart.

## Títulos

### Competições Nacionais
Campeonato Alemão
- Vice-campeão:2014-15, 2015-16, 2016-17, 2017-18[1]

Copa da Alemanha
- Campeão:2010-11, 2014-15, 2016-17[1]
- Vice-campeão:2015-16[1]
- Quarto posto:2011-12, 2012-13, 2017-18[1]

 Supercopa Polonesa:
- Campeão:2016-17[1]
- Vice-campeão:2017-18[1]

### Competições Internacionais
CEV Champions League: 0

 Copa CEV: 1
- Terceiro posto:2017-18

 Challenge Cup : 0